# MEGA-E
MEGA-E (für Metropolitan Greater Areas Electrified) ist ein EU-gefördertes Vorhaben zum Ausbau von Elektroladesäulennetzen in mindestens zehn europäischen Metropolen.

## Geschichte
Im April 2018 wurde bekanntgegeben, dass die Europäische Union mit insgesamt 29 Millionen EUR den Aufbau von 322 Ladestationen (bis 350 kW Ladeleistung) mit bis zu 1.300 Ladepunkten fördert. Es sollen darüber hinaus 39 sogenannte Charging Hubs entstehen, bei denen sowohl Ladesäulen der Firma Tesla Inc. als auch eigene bereitstehen und mit weiteren Mobilitätsangeboten (stationäre E-Fahrräder u. ä.) kombiniert werden. Anfang Juli 2018 wurde die erste Station im niederländischen Eindhoven eröffnet,
Die finnische Firma Fortum Charge & Drive hatte im März 2018 ihren Ausstieg aus dem Projekt bekanntgegeben. Federführend ist die Firma Allego (seit dem 1. Juni 2018 zum französischen Konzern Meridiam gehörig, vorher Teil des niederländischen Netzbetreibers Alliander).